# Морено (линкор)
«Море́но» (исп. ARA Moreno) — аргентинский дредноут типа «Ривадавия»; второй корабль серии. Назван в честь Мариано Морено — аргентинского общественного и политического деятеля. Заказан и построен в США в ответ на строительство Бразилией линейных кораблей типа «Минас Жерайс». Аргентина планировала построить три линкора, однако из-за финансовых трудностей было решено заказать в США два однотипных корабля.

## История строительства
Заложен в День независимости Аргентины — 9 июля 1910 г., на верфи «Нью-Йорк Шипбилдинг» в Камдене. Спущен на воду 23 сентября 1911 г., вошёл в состав флота в марте 1915 года.

## Служба

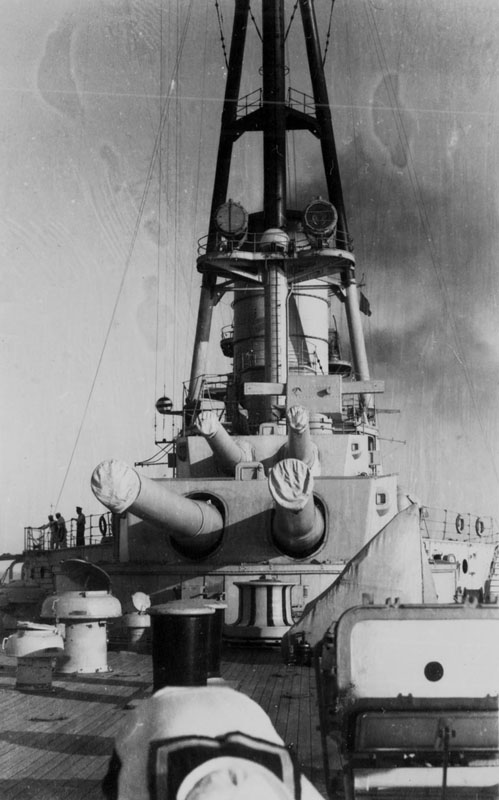
Палуба и орудия «Морено»

В 1920 году представлял Аргентину на торжествах по случаю открытия Панамского канала. Модернизирован аналогично «Ривадавии» в 1924—1925 гг. Линкор в процессе модернизации был переведён на жидкое топливо. Переднюю решётчатую мачту при модернизации укоротили. Кормовая была заменена на трёхопорную, при этом водоизмещение линкора увеличилось на 1016 тонн. Был на Спитхедских торжествах в 1937 г., где запомнился тем, что не смог встать на якорь способом «фертоинг» и все торжества простоял на одном якоре. После Спитхеда посетил немецкий порт Бремен.
В феврале 1956 года исключен из списков флота и продан на металл в Японию. Через Панамский канал отбыл к месту разборки.